# 天卫八
天卫八，又名「碧安卡」(Bianca，/biˈɑːŋkə/ bee-AHNG-kə，與小行星歌女星重名)，是环绕天王星运行的一颗內衛星。於1986年1月23日由旅行者2号發現，並曾暫時定名為S/1986 U 9。質量約9.2×1016公斤，平均半徑約為25.7 ± 2 公里。該衛星以威廉·莎士比亚作品《馴悍記》中的角色命名。

## 概述
天衛八屬於波西亞群衛星，其他屬於波西亞群的衛星有天衛九、天衛十、天衛十一、天衛十二、天衛十三、天衛二十七、天衛十四、天衛二十五。這些衛星擁有類似的軌道與測光特性。除此之外我們目前只知道它的直徑約為27公里，幾何反照率0.08，其餘狀態都不為人所知。
航海家2號的影像顯示天衛八是一個細長的天體，主自轉軸指向天王星。它的扁率為0.7 ± 0.2。表面顏色灰色。

## 外部連結
- Bianca Profileby NASA's Solar System Exploration（页面存档备份，存于）
- Uranus' Known Satellites (by Scott S. Sheppard)